# Gabrielle Roncatto
Gabrielle Gonçalves Roncatto (São Paulo, 19 de julho de 1998) é uma nadadora brasileira especialista em nado livre e medley.

## Trajetória esportiva
Nascida em São Paulo e criada em Santos, começou a nadar aos 6 anos e logo ganhava competições locais.
Em 3 de setembro de 2014, participou do Troféu José Finkel (competição de piscina curta) em Guaratinguetá, e bateu o recorde sul-americano dos 4x200 metros livre, com o tempo de 7m58s54, junto com Larissa Oliveira, Aline Rodrigues e Daniele de Jesus.
Em abril de 2015, participou do Troféu Maria Lenk no Rio de Janeiro, e bateu o recorde sul-americano nos 4x200 metros livre, com o tempo de 8m03s22, junto com Manuella Lyrio, Larissa Oliveira e Joanna Maranhão.
No Campeonato Sul-Americano Juvenil de Natação de 2015 realizado em Lima, no Peru, Roncatto ganhou uma medalha de ouro nos 100 metros livre. 
Chegando perto de seu aniversário de 17 anos, Roncatto participou dos Jogos Pan-Americanos de 2015 em Toronto, no Canadá, onde ganhou a medalha de prata na prova dos 4x200 metros livre, por participar das eliminatórias da prova; ela também terminou em décimo lugar nos 400 metros medley, e sétimo lugar nos 200 metros medley.
Nos Jogos Olímpicos de Verão de 2016, no revezamento 4 x 200 m livre, ela quebrou o recorde sul-americano, com o tempo de 7m55s68, ao lado de Manuella Lyrio, Jéssica Cavalheiro e Larissa Oliveira, terminando em 11º.
Nos Jogos Pan-Americanos de 2019, realizados em Lima, no Peru, Roncatto conquistou a medalha de bronze no revezamento 4 x 200 m livre. Ela também terminou em 13º nos 200 m medley.
Em maio de 2022, ela quebrou o recorde brasileiro nos 400 metros livres com o tempo de 4m08s91.
No Campeonato Mundial de Natação em Piscina Curta de 2022, em Melbourne, na Austrália, no revezamento 4 × 200 metros livre feminino, ela quebrou o recorde sul-americano com o tempo de 7m48s42, ao lado de Giovanna Diamante, Stephanie Balduccini e Aline Rodrigues. O revezamento do Brasil terminou em 7º na final. Ela também terminou em 8º lugar nos 800 metros livres, 9º no revezamento 4 × 100 metros livres, 12º nos 1.500 metros livres, e 13º nos 400 metros livres.
No dia 30 de maio de 2023, ela quebrou o recorde brasileiro nos 400m livres, com o tempo de 4m06s25.
No Campeonato Mundial de Esportes Aquáticos de 2023, ela terminou em 8º lugar no revezamento 4 × 200 metros livre, 11º nos 400 metros livres, 27º nos 800 metros livres e 27º nos 400 metros medley.
Nos Jogos Pan-Americanos de 2023, conquistou medalha de prata no revezamento 4 × 200 metros livre, medalha de bronze nos 400 metros livre e nos 400 metros medley e terminou em 7º lugar nos 200 metros medley e 800 metros livre.
No Campeonato Mundial de Esportes Aquáticos de 2024, ela se classificou para a final dos 400m livres com o 6º melhor tempo (4m06s13). Foi a primeira vez que uma brasileira chegou à final dos 400m livre no Mundial - Roncatto chegou à final junto com a compatriota Maria Fernanda Costa, que se classificou com o 4º melhor tempo, quebrando o recorde sul-americano. Na final, Roncatto voltou a se destacar, ficando em 5º lugar com o tempo de 4m04s18. No revezamento 4 × 200 metros livre, a equipe composta por Roncatto, Maria Fernanda Costa, Stephanie Balduccini e Aline Rodrigues obteve um resultado histórico, alcançando o 4º lugar, melhor colocação do Brasil nesta prova no Mundial, destruindo o recorde sul-americano com a marca de 7:52.71.
No dia 7 de maio de 2024, disputando as seletivas brasileiras de natação olímpica, bateu seu recorde pessoal nos 200m livres, 1m58s57.

## Melhores resultados pessoais
- Atualizado até 17 de maio de 2024

| Prova      | Tempo   | Competição                 | Data                    | Nota(s) |
| ---------- | ------- | -------------------------- | ----------------------- | ------- |
| 200m livre | 1m58s57 | Seletiva Olímpica de 2024  | 7 de maio de 2024       |         |
| 400m livre | 4m04s18 | Campeonato Mundial de 2024 | 11 de fevereiro de 2024 |         |